# Draszlajca
Draszlajca (macedónul: Драслајца) település Észak-Macedóniában, a Délnyugati körzetben, Sztruga községben.

## Népesség
| Lakosok száma | 612  | 668  | 760  | 805  | 828  | 888  | 804  | 778  | 714  |
|               | 1948 | 1953 | 1961 | 1971 | 1981 | 1991 | 1994 | 2002 | 2021 |

2002-ben 778 lakosa volt, akik közül 775 macedón, 2 szerb és 1 cigány.